# Comitato paralimpico canadese
Il comitato paralimpico canadese è un comitato paralimpico nazionale per lo sport per disabili del Canada.